# SoccerProject
SoccerProject is een uit België komend internationaal internetspel. Het spel begon op 18 juni 2004. Het wordt in seizoenen van 63 dagen gespeeld. Het aantal gebruikers schommelt tussen 10000 en 20000. De teams zijn verdeeld in een groot aantal divisies, de A is het hoogste, de H is het laagste. Bij de A is er maar één poule, bij de H zijn er 2187 poules.
Meedoen aan het spel is gratis, men kan het spel wel 'steunen' door middel van een donatie (SPFA). Hierdoor krijgt men toegang tot speciale features in het spel.

## Hulpprogramma's
- SPMT - SoccerProject Management Tool
- ASPT - Another SoccerProject Tool